# Vizion Plus
Vizion Plus (in italiano Visione più) è una rete televisiva dell'Albania.
Vizion Plus ha iniziato a trasmettere nel 1999 a livello locale, mentre ora copre circa il 90% del territorio albanese.